# Гризли Парк
«Гризли Парк» (англ. Grizzly Park) — американский фильм ужасов режиссёра Тома Скалла. Выпущен 8 февраля 2008 года.

## Сюжет
Восемь трудных подростков за различные правонарушения были направлены на общественные работы в заповедник «Гризли Парк». Скинхеда Падлу наказали за употребление наркотиков, девушку Биби — за кражу в магазине, афроамериканца Тая — за мошенничество, модницу Кэнди — за занятия проституцией, Райана Форбса — за совращение малолетней, Кики Сато — за кражу яда, мексиканку Лолу, состоящую в банде — за незаконное ношение оружия, а парня по кличке Ловкач — за то, что выдавал себя за сотрудника полиции.
Ребята в сопровождении рейнджера Боба отправляются по территории заповедника, подбирая различный мусор и облагораживая территорию. Несмотря на то, что рейнджер предупреждал о том, чтобы никто не отделялся от группы, Тай и Кики решают сократить путь, но вскоре понимают, что заблудились. Блуждая по лесу в поисках основной группы, Тай попадает в капкан. Запах крови привлекает диких животных: сначала волк нападает на Кики, а затем огромный медведь гризли убивает Тая.
Позже и остальные ребята подвергаются нападению медведя. В живых остаётся только безобидная с виду Биби. Но случайно рейнджер Боб подслушивает её разговор по телефону и выясняется, что она не так проста, как казалось вначале. Тогда медведь, которого рейнджер обучил уничтожать преступников, не желающих учиться на своих ошибках, нападает и на неё.
Полиция и пресса винит во всём сбежавшего серийного убийцу, в то время как он подвергся нападению медведя самым первым.

## Персонажи фильма
- Кики Сато — Оказалась на общественных работах из-за того, что украла яд, чтобы отравить больную мать, которая «её достала»; но мать не стала её обвинять, и её обвиняют только в краже яда. Все люди, по её словам, «пресмыкающиеся». Вместе с Таем Брауном заблудилась в лесу, пытаясь бежать. Была убита волком.
- Тай Браун — Чернокожий парень. Оказался на общественных работах за хакерство и мошенничество: работал в доме престарелых, где обирал и обкрадывал постояльцев. Считает себя очень умным и уверен, что другие люди только «занимают место», поэтому их можно и нужно обманывать и грабить. Заблудившись в лесу, попал в волчий капкан, после чего был убит медведем.
- Майкл «Падла» Уайт — Сам себя называет «Падла». Скинхед, токсикоман (нюхает бензин). Находясь «под кайфом», был убит медведем.
- Патрик «Ловкач» Кольер — Отправлен на общественные работы за то, что выдавал себя за сотрудника полиции. Прихватил с собой взятый из отцовского магазина костюм медведя, чтобы напугать девчонок, и так и погиб в этом костюме (медведь оторвал ему голову).
- Лола Санчес — Была в банде. Когда главу банды, которую звали Джулиа Марс, поймали, то та, по словам Лолы, «спихнула» всё на неё. Но обвинить её в чём-либо серьёзном не смогли, и вместо тюрьмы она попала на общественные работы. С собой у неё был пистолет, но и это её не спасло от медведя, который разорвал её пополам.
- Райан Форбс III — Совершил изнасилование несовершеннолетней, которая после этого попала в больницу. Но так как его отец очень богат, он был отправлен на общественные работы. Сам заявил, что это был «лучший секс в его жизни» и что судьба пятнадцатилетней девушки его не волнует. Медведь вытащил его из сарая, где он прятался вместе с Кэнди и Биби; те пытались удержать его за руку, и она так и осталась у них, пока медведь его доедал.
- Кэнди Риз — Занималась проституцией, чтобы были деньги на дорогие фирменные «шмотки». Завела отношения с Райаном Форбсом. Биби закрыла её в сарае (вероятно, специально), когда медведь пробирался в него. Была съедена, как и все прочие.
- Биби — Умерла самой последней. По её словам, оказалась на общественных работах за магазинную кражу, которую не совершала, а была «подставлена» другом, подкинувшим краденную вещь в её сумку. Является самым таинственным персонажем. Долгое время кажется, что она — действительно случайное лицо в этой компании: тихая, простодушная, всё время носит с собой игрушечного медвежонка, разговаривает с ним. Все считают её дурочкой, и лишь в самом конце фильма выясняется, что Биби далеко не так безобидна, как представлялось вначале. Ей казалось, что всё это побоище — всего лишь игра на выживание, а она хотела стать победителем. Хотела убить рейнджера Боба, но в итоге была тоже съедена медведем.
- Джон Уильям Боб (Рейнджер Боб) — Рейнджер в заповеднике «Гризли Парк». По сути дела, он и является виновником всего этого кошмара с медведем, так как он — его дрессировщик, научивший его убивать преступников. В конце фильма говорит кому-то, что он ещё вернётся, гладив при этом гризли.
- Бутч Лэйтэм — Серийный убийца, сбежавший из тюрьмы и убивший сотрудника, который должен был доставить подростков в Гризли Парк. В заповеднике ввязался в драку с медведем и был им убит.

## В ролях
| Актёр            | Роль                        |
| ---------------- | --------------------------- |
| Гленн Моршауэр   | рейнджер Боб                |
| Рэнди Вейн       | Падла                       |
| Сулай Энао       | Лола                        |
| Эмили Фокслер    | Биби                        |
| Шедрак Андерсон  | Тай                         |
| Джули Скон       | Кэнди                       |
| Каван Рис        | Райан Форбс III             |
| Джелинн Родригес | Кики Сато                   |
| Тревор Петерсон  | Ловкач                      |
| Джефф Уотсон     | серийный убийца Бутч Лейтон |